# Route de l'ambre

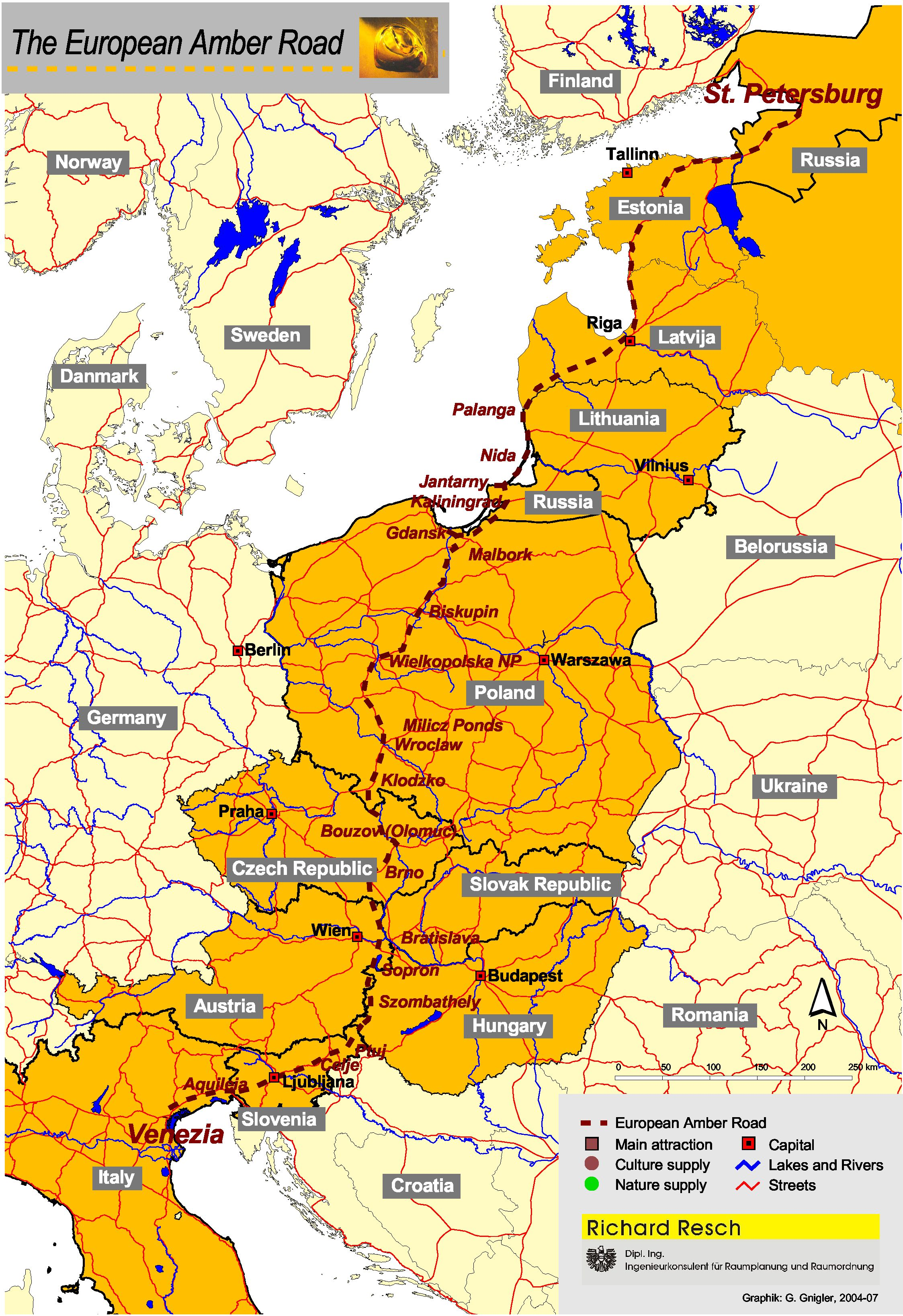
Route de l'ambre. Axe principale reliant la mer Baltique à la plaine du Pô, qui donne une ouverture sur le bassin méditerranéen via la mer Adriatique et la mer de Ligurie.

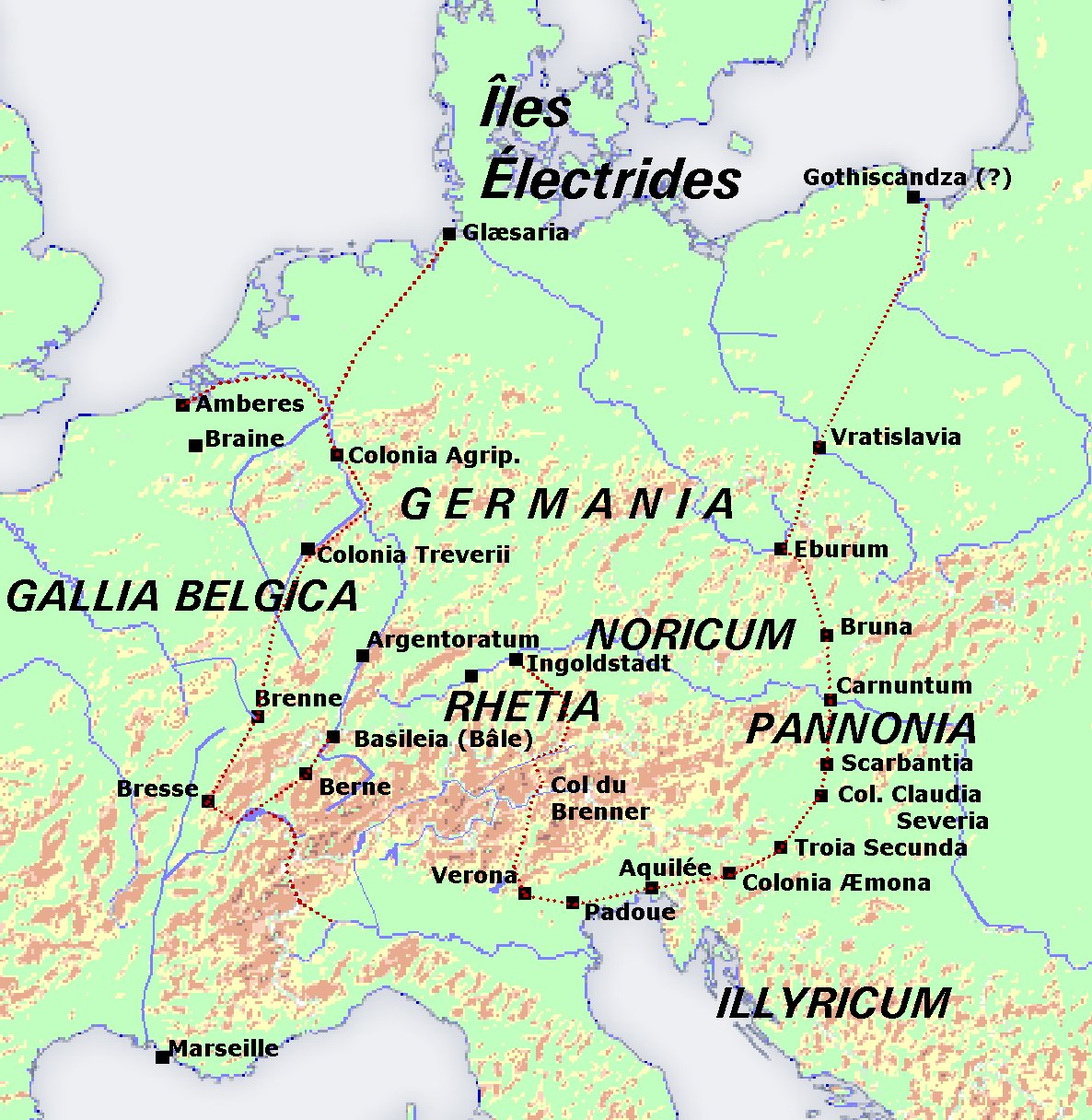
Carte de la route de l'ambre.

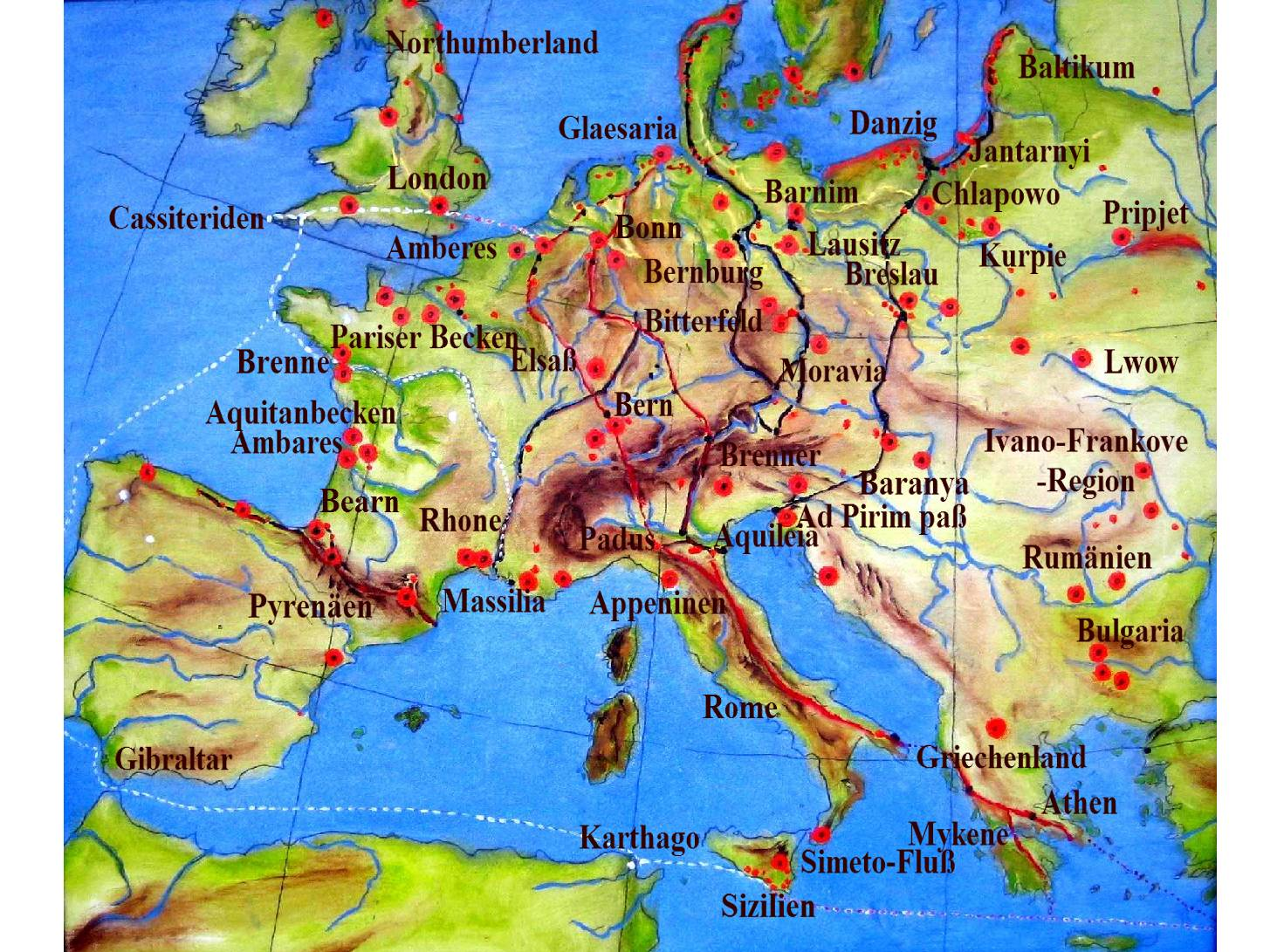
Dépôts d'ambre en Europe

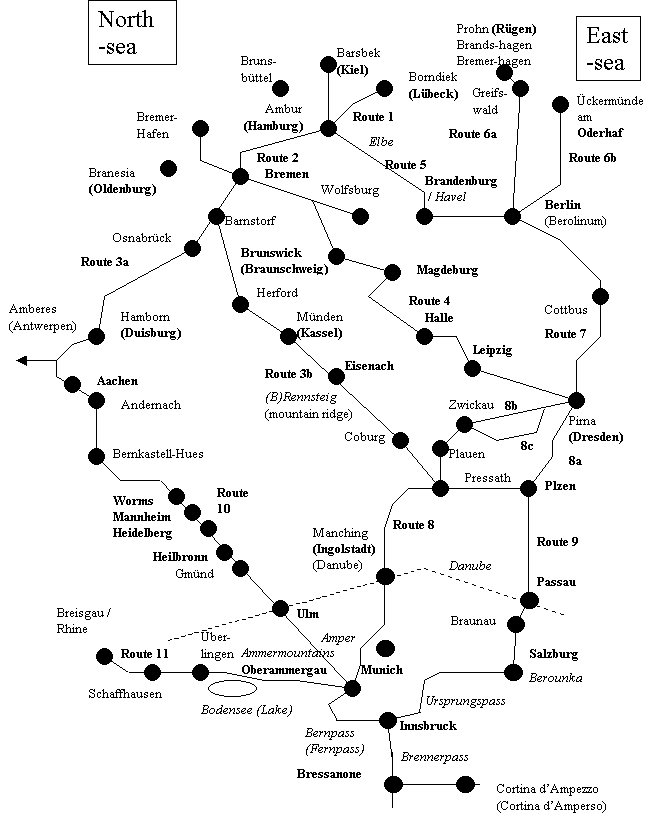
Routes de l'ambre en Germanie

La route de l'ambre est, avec la route de l'étain, l'une des plus importantes voies de commerce de l'Antiquité classique. Cette route reliait dès l'âge du bronze la mer Baltique à la mer Méditerranée en suivant le cours de la Vistule, de l'Elbe et du Danube.

## Origine
L'ambre, une résine fossile de conifère, rarissime en Méditerranée, était très recherchée par les peuples de l'Antiquité classique. Outre son aspect translucide qui l'apparentait à une gemme, on lui prêtait des vertus magiques et curatives. Les Anciens le regardaient comme une pierre combustible.
Dès l'âge du bronze, les peuples méditerranéens (Égyptiens, Grecs, Phénicie) importaient l'ambre depuis la mer Noire et la mer Baltique selon des routes terrestres empruntant le cours de la Vistule et du Dniepr. La route principale de l'ambre consistait depuis la Baltique à remonter d'abord la vallée de l'Elbe et de la Saale, puis celle du Danube et de l'Inn pour franchir ensuite les Alpes au col du Brenner, suivre la vallée du Pô et rejoindre la mer Méditerranée. Cette route est d'ailleurs jalonnée de trouvailles d'ambre provenant de la Baltique, comme celles de l’habitat de l'âge du Bronze de Bernstorf (de). On a retrouvé dans la chambre funéraire du pharaon Toutânkhamon des objets faits d'ambre de la Baltique, et l'on sait que des offrandes en ambre étaient expédiées de la mer du Nord vers le sanctuaire d'Apollon à Delphes. Par la mer Noire, les échanges commerciaux pouvaient se poursuivre le long de la route de la soie. Il est probable que les influences méditerranéennes en Scandinavie lors de l'âge du bronze danois s'expliquent par le trafic le long de la route de l'ambre.
Sous l'Empire romain, la principale route reliait la côte de Poméranie (Codicus sinus) à la mer Adriatique via le pays des celtes Boii (la Bohême actuelle) et la province de Pannonie. Le tracé exact de cette route nous a été transmis par la table de Peutinger. Le tronçon entre la capitale de Pannonie, Carnuntum sur le Danube, et Aquilée sur l'Adriatique était une voie romaine.

## Témoignages historiques
Pline l'Ancien (23-79 n. Chr.), à qui l'on doit le nom de cette route, atteste que l'ambre était bien importé depuis la mer Baltique jusqu'à Aquilée. Selon Pline et Timée de Tauroménion, l'explorateur grec Pythéas, qui navigua entre -350 et -320, accosta en Mer du Nord sur une île du nom d'Abalos où les habitants se chauffaient en brûlant de l'ambre, qu'ils vendaient aussi aux Teutons.
Diodore de Sicile cite d'autres îles de l'ambre, et les appelle Basilia, Abalcia ou Balcia, Glesaria ou Glæsaria. Les Romains firent sous le règne d'Auguste une campagne d'exploration en allant jusqu'à remonter l'Elbe et donnèrent aux îles de la mer du Nord le nom d' îles électrides (« elektron » signifie « ambre » en grec ancien). Il semble donc que les Anciens, par pays de l'ambre, n'ont jamais désigné la Scandinavie mais simplement les îles frisonnes.
De nouvelles îles furent explorées lors de l'expédition de Drusus Germanicus en 12 av. J.-C.. On en sait un peu plus grâce à Pline l'Ancien, qui fut officier de cavalerie entre 47 et 57 lors de la campagne contre les Chauques en Frise orientale ; il dénombre 23 îles avant le « détroit cimbre » (l'actuel Jutland), et en nomme trois : « Burcania » (peut-être l'actuelle Borkum), « Glæsaria » (ainsi nommée par les soldats romains qui y avaient trouvé une grande quantité d'ambre : « glæsum » est le mot latin pour « ambre ») et « Actania ». Glæsaria était appelée « Austeravia » par les Chauques.

## Indices archéologiques
On ne connaît donc pas avec certitude les villages de Baltique d'où partait cette route ; la Gothiscandza de l'historien Jordanès (VIe siècle) n'est pas attestée ailleurs ; s'il semble que les villes de Kaup et Truso, en Prusse Orientale, ont été créées le long de cette route, sans doute la matière première était-elle récoltée sur toute la côte. Pour reconstituer une route de l'ambre, il faut donc s'en remettre à la cartographie des endroits où cette pierre fossile a été retrouvée.
- Europe orientale. - Les routes les plus courtes, et sans doute aussi les plus anciennes, devaient contourner les Alpes : depuis l'Estonie, elles traversaient la Pologne, empruntaient la « Porte de Moravie » entre les monts de Bohême et les Carpates, longeaient la Morava jusqu'aux marches de Norique, traversaient le Danube à Carnuntum, puis de là empruntaient la voie romaine jusqu'à Aquilée et l'Adriatique.
- Germanie. - Plusieurs routes connectaient la Mer du Nord à la Méditerranée. L'une empruntait l'Elbe et rejoignait Carnuntum par les villes d'Olmütz (Eburum) et Brno (Bruna). L'autre longeait la côte de la Mer du Nord par le pays des Bataves (sites de Baarn, Barneveld, Amersfoort et Amerongen) jusqu'à Amberes (l'actuelle Anvers), rattrapait Braine-l’Alleud et Braine-le-Comte, puis suivait la Meuse. Berne était un carrefour de routes venant des vallées du Rhône et du Rhin, et allant vers la plaine de Lombardie.